# Aeroportul Internațional Des Moines
Aeroportul Internațional Des Moines (IATA: DSM, ICAO: KDSM, FAA LID: DSM) este un aeroport din Iowa, Statele Unite ale Americii ce deservește zona Des Moines. Aeroportul a fost tranzitat în 2022 de 2.808.125 de pasageri. A fost deschis în 1933 și numit după zona deservită.
Situat la o altitudine de 292 m, aeroportul dispune de 2 piste.

## Infrastructură

### Piste
Eroare Lua în Modul:Runway la linia 26: attempt to concatenate local 'surface' (a nil value)